# Alliantiewapen

Alliantiewapen met het wapen van prins William en Catherine als hertog van Cambridge

In de genealogie bedoelt men met een alliantie gewoonlijk een verdrag of samenwerkingsverband, vooral in de vorm van een huwelijk. Als bijzonder symbool van een huwelijk vinden we, met name bij kastelen, adellijke huizen en rouwborden, zogenaamde alliantiewapens waarbij beide familiewapens worden weergegeven.
In een alliantiewapen is een wapentekening waarop twee wapenschilden, soms met hun pronkstukken zoals schildhouders samengevoegd tot een geheel. Een dergelijk wapen werd en wordt door een echtpaar gebruikt. Het is gebruikelijk om het wapenschild van de echtgenote rond af te beelden en aan de linkerzijde te plaatsen. Heraldisch links is in het dagelijks leven rechts.
De beide schilden worden gedekt door de rangkroon of de helm met het helmteken van de man. Zij kunnen ook door zijn wapenmantel worden gedekt. Wanneer de vrouw een hogere rang in de adel bezit dan de man zal men ervoor kiezen om de beide wapenschilden met een rangkroon te bedekken.
Een bijzonder heraldisch gebruik bij alliantiewapens was het spiegelen van het helmteken. Men spiegelde de helmtekens boven de respectieve wapens van de echtelieden zodat deze elkaar aankeken. Ook de wapenfiguren worden in sommige gevallen, de praktijk bestaat in ieder geval vanouds in Duitsland, soms "respectant" op het schild geplaatst. Dat betekent dat wanneer beide echtelieden, in de heraldiek femme en baron genoemd,een leeuw in hun wapen voeren deze twee leeuwen elkaar zullen aankijken. In de meeste gevallen zal de leeuw in het wapen van de baron daarvoor worden gespiegeld. Het is immers heraldisch gebruik dat een wapendier naar rechts (dexter) kijkt. Een wapendier dat naar links (sinister) kijkt, een zogenaamde "lion contournée", is soms, maar zeker niet altijd, een aanwijzing dat er sprake is van bastaardij.
Ook kronen en muziekinstrumenten zullen respectant worden afgebeeld. De mondstukken wijzen naar het wapenschild van de partner.
Echtgenoten kunnen hun wapen ook vermeerderen of palen met het wapen van hun partner.